# Kabinett Hans Brunhart III
Das Kabinett Hans Brunhart III war vom 30. April 1986 bis zum 5. Juni 1989 die 15. amtierende Regierung des Fürstentums Liechtenstein unter Vorsitz von Hans Brunhart (VU) in seiner dritten Amtszeit als Regierungschef.
Nach der Landtagswahl am 2. Februar 1986, der ersten an der auch Frauen stimmberechtigt waren, bildeten die Vaterländische Union (VU) und die Fortschrittliche Bürgerpartei (FBP) eine Koalitionsregierung, die im Landtag des Fürstentums Liechtenstein zusammen alle 15 Sitze einnahm.
Durch die sogenannte «Staatsgerichtshofaffäre» kam es 1989 zur vorgezogenen Neuwahl des Landtags. Die FBP hatte eine Parlamentarische Untersuchungskommission rund um die merkwürdigen Vorgänge um das Kunsthaus gefordert, die bereits fünf Jahre zurücklagen. Die VU als Mehrheitspartei stimmte diesem Anliegen nicht zu, woraufhin die Abgeordneten der FBP den Landtagssaal verließen und den Landtag handlungsunfähig machte. Mit der Vollmacht des Erbprinzen Hans-Adam löste Regierungschef Hans Brunhart den Landtag auf.
Für nach dem 18. März 1965 gebildete Regierungen gilt gemäss Artikel 79 der Verfassung des Fürstentums Liechtenstein, dass sie stets fünfköpfige Kollegialregierungen sind, bestehend aus einem Regierungschef als primus inter pares und vier Regierungsräten, von denen einer zum Regierungschef-Stellvertreter bestimmt wird. Aus jedem der beiden Landschaften Oberland und Unterland müssen wenigstens zwei Regierungsmitglieder kommen. Ernannt und entlassen werden sie vom Landesfürsten, die reguläre Amtsperiode beträgt vier Jahre.

## Kabinettsmitglieder
|                               | Bild                                        | Name            | Amtszeit                      | Landschaft | Ressort                                                                           |
| Regierungschef                |                                             |                 |                               |            |                                                                                   |
|                               | Regierungschef Hans Brunhart                | Hans Brunhart   | 30. April 1986 – 5. Juni 1989 | Oberland   | - Präsidium - Äusseres - Bildungswesen - Finanzen - Bauwesen                      |
| Regierungschef-Stellvertreter |                                             |                 |                               |            |                                                                                   |
|                               | Regierungschef-Stellvertreter Herbert Wille | Herbert Wille   | 30. April 1986 – 5. Juni 1989 | Oberland   | - Inneres - Kultur, Jugend und Sport - Land-, Forstwirtschaft und Umwelt - Justiz |
| Regierungsräte                |                                             |                 |                               |            |                                                                                   |
|                               | Regierungsrat Peter Wolff                   | Peter Wolff     | 30. April 1986 – 5. Juni 1989 | Oberland   | - Sozial- und Gesundheitswesen                                                    |
|                               | Regierungsrat Réne Ritter                   | Réne Ritter     | 30. April 1986 – 5. Juni 1989 | Unterland  | - Wirtschaft                                                                      |
|                               | Regierungsrat Wilfried Büchel               | Wilfried Büchel | 30. April 1986 – 5. Juni 1989 | Unterland  | - Verkehr                                                                         |